# Partido Comunista de España
Partido Comunista de España (forkortet: PCE, dansk: Spaniens Kommunistiske Parti) er et politisk parti i Spanien. Partiet har siden 1986 været en del af venstre-koalitionen Izquierda Unida og er historisk forbundet med den største fagforening i landet i nyere tid, Comisiones Obreras (CC.OO.).
Det første kommunistiske parti i Spanien blev dannet 15. april 1920 og udsprang af ungdomsorganisationen i socialistpartiet PSOE. 13. april 1921 dannedes en fløj i PSOE med sympatier for Komintern. Den 14. november 1921 blev PCE dannet ved, at de to kommunistpartier gik sammen, og det forende parti blev optaget som medlem i Komintern. Partiet led meget under forfølgelser under diktaturet ved general Miguel Primo de Rivera (1923–1930). Under folkefrontregeringen og den spanske borgerkrig 1936–1939 havde PCE stor betydning, eftersom regeringen blev afhængig af sovjetisk våbenhjælp.
I 1970'erne var PCE under lederen Santiago Carillo med til at udvikle eurokommunismen, en mere moderne og demokratisk reformkommunisme/venstresocialisme som også blandt andet prægede det italienske kommunistparti.
Ungdomsorganisationen til PCE er Unión de Juventudes Comunistas de España (Forbundet af kommunistisk ungdom i Spanien). PCE udgiver avisen Mundo Obrero (Arbejder-verden).